# Чемпіонат світу з фристайлу 2013

Логотип чемпіонату

Чемпіонат світу з фристайлу-2013 став 14 чемпіонатом світу з фристайлу. Змагання проходили 5-10 березня 2013 року в норвезькому Воссі. Для Норвегії це перший чемпіонат. До речі, Восс був єдиним кандидатом на проведення ЧС-2013. Всього розіграно по 2 комплекти нагород у могулі, паралельному могулі, акробатиці, скікросі, хафпайпі (змагання відбулися в Осло) і слоупстайлі.
| Дата       | Дисципліна        | Місце проведення |
| ---------- | ----------------- | ---------------- |
| 5 березня  | Хафпайп           | Осло             |
| 6 березня  | Могул             | Восс             |
| 7 березня  | Акробатика        | Восс             |
| 8 березня  | Паралельний могул | Восс             |
| 9 березня  | Слоупстайл        | Восс             |
| 10 березня | Скі крос          | Восс             |

## Таблиця призерів

### Чоловіки
| Дисципліна               | Золото                     | Золото                     | Срібло                      | Срібло                   | Бронза               | Бронза             |
| ------------------------ | -------------------------- | -------------------------- | --------------------------- | ------------------------ | -------------------- | ------------------ |
| Могул деталі             | Мікаель Кінгсбері Канада   | 27.59                      | Александр Білодо Канада     | 26.95                    | Patrick Deneen США   | 25.90              |
| Паралельний могул деталі | Александр Білодо Канада    | Александр Білодо Канада    | Мікаель Кінгсбері Канада    | Мікаель Кінгсбері Канада | Patrick Deneen США   | Patrick Deneen США |
| Акробатика деталі        | Ці Гуанпу КНР              | 138.00                     | Travis Gerrits Канада       | 117.73                   | Цзя Цзун'ян КНР      | 99.09              |
| Хафпайп деталі           | Девід Вайс США             | 96.2                       | Torin Yater-Wallace США     | 95.6                     | Thomas Krief Франція | 94.2               |
| Слоупстайл деталі        | Tom Wallisch США           | 94.8                       | James Woods Велика Британія | 91.2                     | Нік Геппер США       | 89.2               |
| Скі крос деталі          | Жан-Фредерік Шапюї Франція | Жан-Фредерік Шапюї Франція | Bastien Midol Франція       | Bastien Midol Франція    | John Teller США      | John Teller США    |

### Жінки
| Дисципліна               | Золото                    | Золото                    | Срібло                   | Срібло                  | Бронза                      | Бронза                |
| ------------------------ | ------------------------- | ------------------------- | ------------------------ | ----------------------- | --------------------------- | --------------------- |
| Могул деталі             | Ганна Кірні США           | 26.70                     | Miki Ito Японія          | 24.92                   | Жустін Дюфур-Лапуант Канада | 23.48                 |
| Паралельний могул деталі | Клое Дюфур-Лапуант Канада | Клое Дюфур-Лапуант Канада | Miki Ito Японія          | Miki Ito Японія         | Ганна Кірні США             | Ганна Кірні США       |
| Акробатика деталі        | Сюй Ментао КНР            | 98.53                     | Veronika Korsunova Росія | 75.26                   | Danielle Scott Австралія    | 74.1                  |
| Хафпайп деталі           | Virginie Faivre Швейцарія | 83.8                      | Anais Caradeux Франція   | 80.6                    | Онодзука Аяна Японія        | 80.4                  |
| Слоупстайл деталі        | Kaya Turski Канада        | 89.6                      | Дара Гауелл Канада       | 85.6                    | Grete Eliassen США          | 81.2                  |
| Скі крос деталі          | Фанні Сміт Швейцарія      | Фанні Сміт Швейцарія      | Маріелль Томпсон Канада  | Маріелль Томпсон Канада | Ophelie David Франція       | Ophelie David Франція |

## Медальний залік
| Місце               | Країна                | Золото | Срібло | Бронза | Загалом |
| ------------------- | --------------------- | ------ | ------ | ------ | ------- |
| 1                   | Канада (CAN)          | 4      | 5      | 1      | 10      |
| 2                   | США (USA)             | 3      | 1      | 6      | 10      |
| 3                   | КНР (CHN)             | 2      | 0      | 1      | 3       |
| 4                   | Швейцарія (SUI)       | 2      | 0      | 0      | 2       |
| 5                   | Франція (FRA)         | 1      | 2      | 2      | 5       |
| 6                   | Японія (JPN)          | 0      | 2      | 1      | 3       |
| 7                   | Велика Британія (GBR) | 0      | 1      | 0      | 1       |
| 7                   | Росія (RUS)           | 0      | 1      | 0      | 1       |
| 9                   | Австралія (AUS)       | 0      | 0      | 1      | 1       |
| Загалом (9 збірних) | Загалом (9 збірних)   | 12     | 12     | 12     | 36      |